# Roslagsleden
 Roslagsleden (schwedisch led = Pfad) ist ein Fernwanderweg durch die schwedische Provinz Stockholms län. Er erstreckt sich über eine Länge von knapp 190 Kilometern von der Gemeinde Danderyd, die nördlich an Stockholm grenzt, nordwärts nach Grisslehamn.

## Charakter
Der Charakter der gesamten Route wird in einem Reiseführer aus dem Bruckmann Verlag als „vielseitig“ beschrieben: „mal uriger Wald, mal pittoreskes Küstenstädtchen, mal versteckt liegendes Feriendorf“. Zudem wandere man nah an Natur und Kultur. Für Geschichtsinteressierte sollen insbesondere die historischen Überbleibsel aus der Wikingerzeit sowie Runensteine interessant sein.
Durch den steten Wechsel von Natur (Wälder, Seen und Badestellen am Meer) sowie Dörfern und kleinen Städten sei die Wanderung „auch für Anfänger zu schaffen“, heißt es in einem Bildatlas von DuMont. In einem ADAC-Reiseführer wird festgehalten, dass entlang der Strecke „zahlreiche Hotels und B&Bs auf Wanderer eingestellt“ seien.

## Etappen
Insgesamt gliedert sich der Weg in elf offizielle Teilstrecken mit Längen zwischen 9 und 25 km Länge.
- Etappe 1: Danderyd - Karby Gård[5]
- Etappe 2: Karby Gård - Örsta[6]
- Etappe 3: Örsta - Lövhagen[7]
- Etappe 4: Lövhagen - Domarudden (12 km)[8]
- Etappe 5: Domarudden - Wira bruk (20 km)[9]
- Etappe 6: Wira bruk - Penningby (22 km)[10]
- Etappe 7: Penningby - Vigelsjö (22 km)[11]
- Etappe 8: Vigelsjö - Roslagsbro (14 km)[12]
- Etappe 9: Roslagsbro - Bagghus/Gåsvik (25 km)[13]
- Etappe 10: Gåsvik - Sandviken (9 km)[14]
- Etappe 11: Sandviken - Grisslehamn (20 km)[15]